# Масальский, Ян Николай
Ян Никола́й Маса́льский (ок. 1728 — 27 января 1763) — князь, государственный и военный деятель Великого княжества Литовского, подчаший великий литовский (1756—1763), полковник литовской артиллерии (1748), староста волковысский и радошковский, кавалер Ордена Белого Орла (1762).

## Биография
Представитель литовского княжеского рода Масальских (Рюриковичи), третий сын каштеляна виленского и гетмана великого литовского, князя Михаила Юзефа Масальского (ок. 1700 — 1768), и Франциски Огинской (ум. 1750). Имел братьев Юзефа Адриана, Игнацы Якуба и Казимира Адриана.
Ян Николай Масальский принадлежал к партии князей Чарторыйских, противником короля и великого князя Августа III Веттина. Избирался послом на сеймы в 1744, 1746 и 1750 годах. 20 декабря 1756 года получил звание подчашего великого литовского. В 1761 году был избран депутатом Литовского трибунала и претендовал на должность трибунальского маршалка. Однако усилиями политических противников её не получил, зато добился обещания должности маршалка следующего трибунала. В 1762 году был избран депутатом трибунала и его маршалком, но внезапно скончался.
Не был женат и не оставил после себя детей.